# 2003年5月31日日食
2003年5月31日日食是一次日環食，發生於2003年5月31日（北美洲北部的部分日偏食區域為5月30日）。新月當天（即朔日），地球上觀測到月球和太阳的角距離極小，此時月球如果恰好在月球交點附近，穿過太阳和地球之間，與地球、太阳接近一直線，則會出現日食。月球穿過太阳和地球之間，但距地球較遠，本影未能接觸地表，而使偽本影覆蓋的區域內看到月球的角直徑小於太陽，就形成日環食，同時在偽本影兩側數千公里的半影範圍內形成日偏食。此次日環食經過了英国、法罗群岛、冰岛、揚馬延島、格陵兰，日偏食則覆蓋了歐亞大陸中西部、北冰洋及周邊部分地區。

## 日食概況

### 出現區域
英国北部沿海在日出時最先看到日環食，隨後月球偽本影向西北移動，覆蓋了丹麥王國海外自治領地法罗群岛、冰岛、挪威非建制地區揚馬延島，在冰岛西北約60公里的丹麥海峽內達到最大食分，再穿過丹麦另一個海外自治領地格陵兰岛，在日落時結束於戴維斯海峽。
偽本影經過的陸地依次包括：
- 英国：蘇格蘭的外赫布里底群岛東北半部、高地除西南和東南側外的大部、慕禮西北部、奥克尼、设德兰；
- 法罗群岛全境；
- 冰島全境；
- 揚馬延全境；
- 格陵兰：今塞梅索克東北半部、東北格陵蘭國家公園南部、凱卡塔北部、凱凱塔利克、阿萬納塔南部。[3][4]

除了上述狹窄的環食帶內能看到日環食之外，月球半影覆蓋範圍內都能看到日偏食，包括欧洲除法国西南部、伊比利亚半岛和地中海西南部島嶼外的大部分，非洲的北非東北部和东非東北角，亚洲的西亚、中亚全部地區及印度次大陸西北部、中國西部和東北部、蒙古除東南外的大部、俄罗斯除鄂霍次克海南部和日本海沿岸地區外的絕大部分，北美洲的美国阿拉斯加州、加拿大北部、格陵兰除南部外的部分。
月球在其軌道上自西向東轉動，發生日食時，月球在地球表面的陰影也大多自西向東移動，而從地球上看，太阳的西側先被月球遮掩，然後逐漸向東。但此次日食發生在北半球的夏季，地軸北端向太阳方向傾斜，月球偽本影經過了晨昏圈最北端附近的區域，因而在整個偽本影經過的環食帶，以及一部分被半影覆蓋、看到日偏食的區域內，月影在地表自東向西移動，地面上看到的太阳東側最先被月球遮掩。環食帶及多數偏食區域內的日食都發生在5月31日凌晨時分，而北美洲北部的部分地區在5月30日深夜看到日偏食，其中更有一部分處於極晝地區的日偏食在5月30日子夜前不久開始，在5月31日凌晨結束。

### 基本參數
- 類型：日環食
- 食甚中心處（位於冰岛西北約60公里的丹麥海峽）資料：
  - 時間：2003年5月31日4:08:18.0
  - 地點：66°32.7′N 24°30.7′W / 66.5450°N 24.5117°W
  - 食分：0.9384（環食帶內最大）
  - 日環食持續時間：3分36.8秒
- 環食最長處資料：
  - 時間：2003年5月31日4:07:54
  - 地點：66°26′N 24°1′W / 66.433°N 24.017°W
  - 日環食持續時間：3分36.8秒（環食帶內最長）[7]

## 觀測
在蘇格蘭北部，日環食發生時大多是多雲或下雨的天氣，基本都沒看到環食階段，部分地區看到了生光後的偏食過程。而冰岛雖然受到雲的影響，但大多只有一小段時間完全看不到太阳，成功看到了環食階段。

## 照片

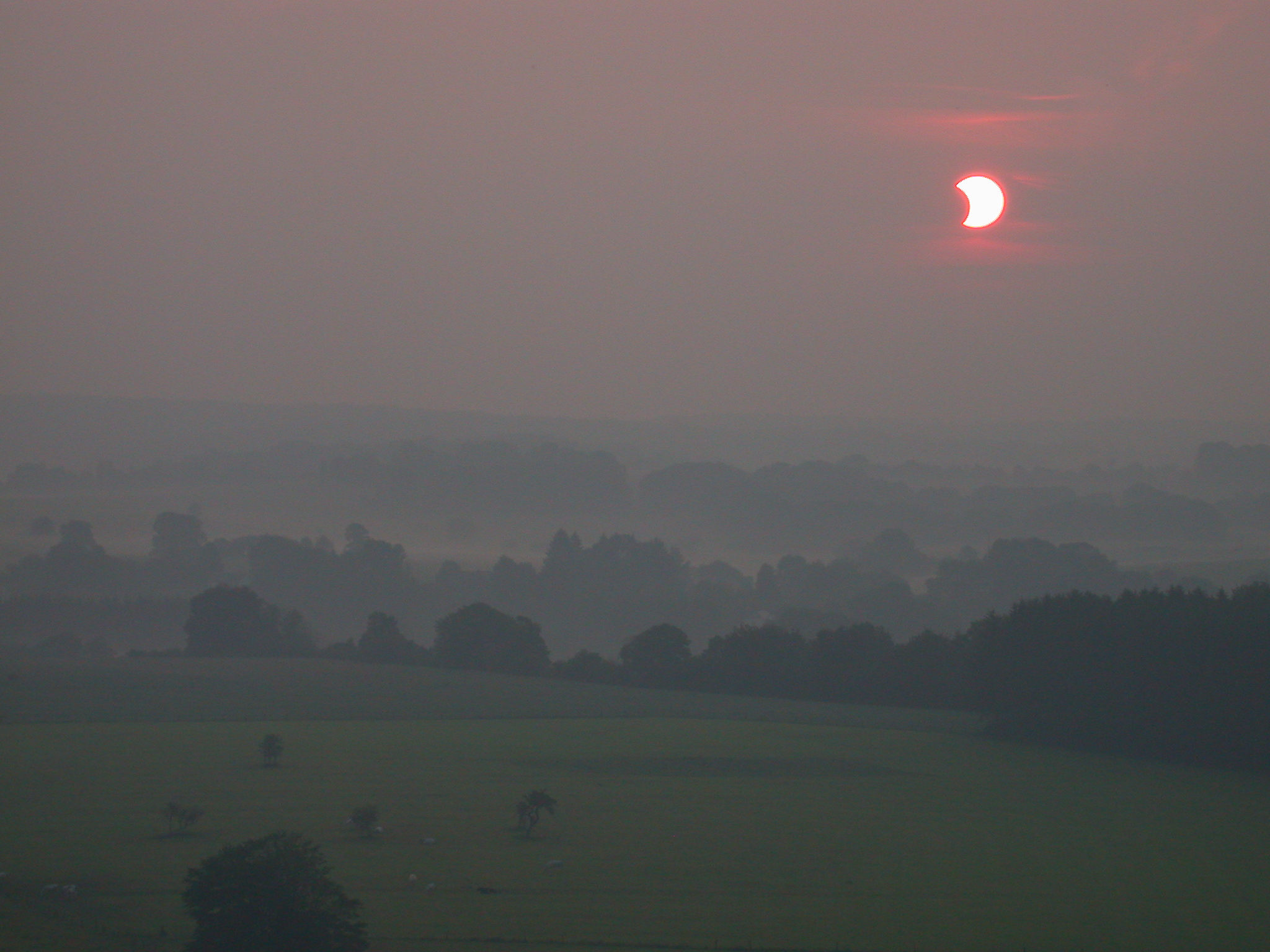
比利時夏瑟皮耶（英语：Chassepierre）
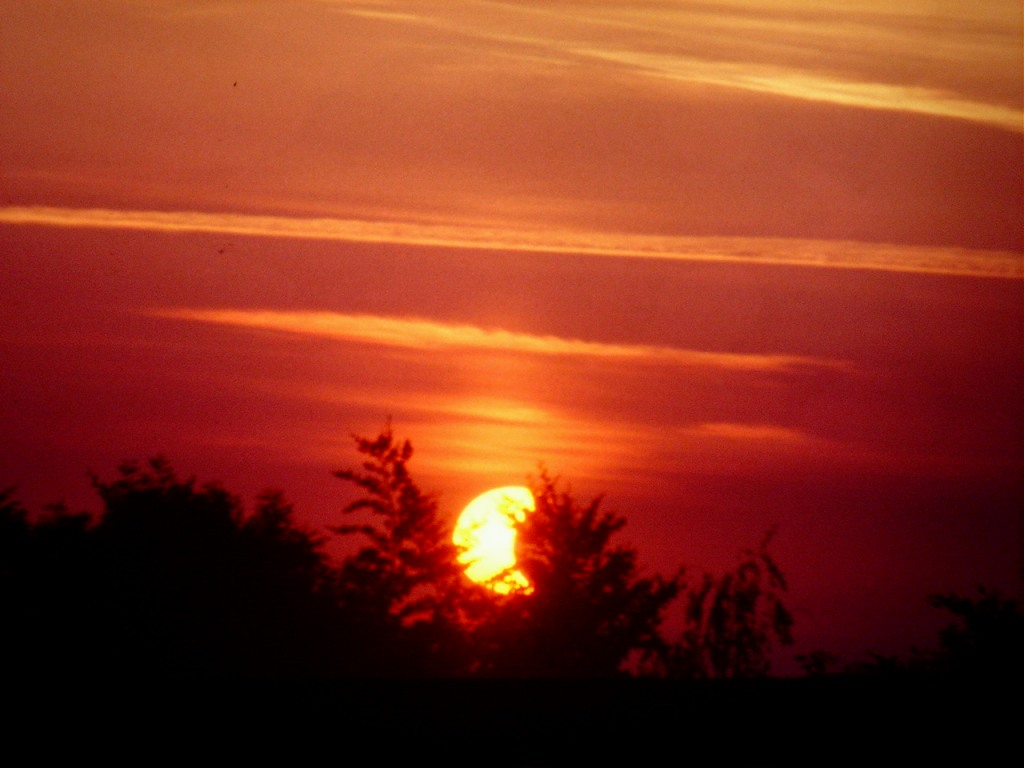
法國貝爾福
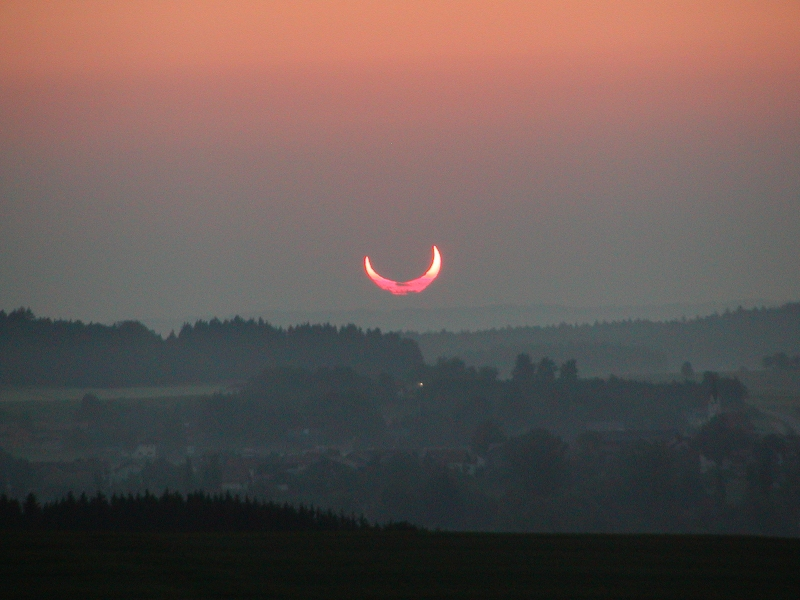
德國翁訥貝格
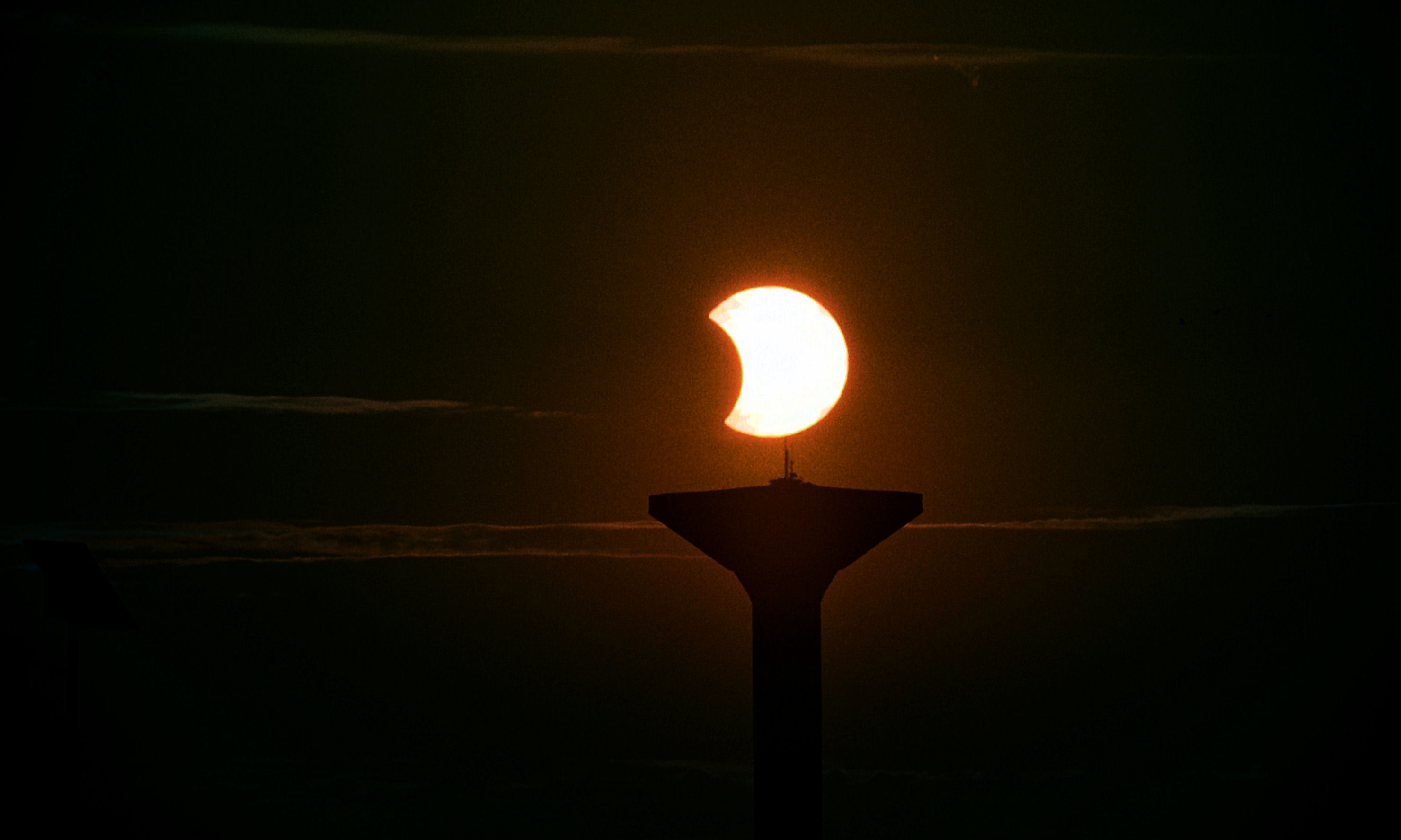
意大利奧里亞
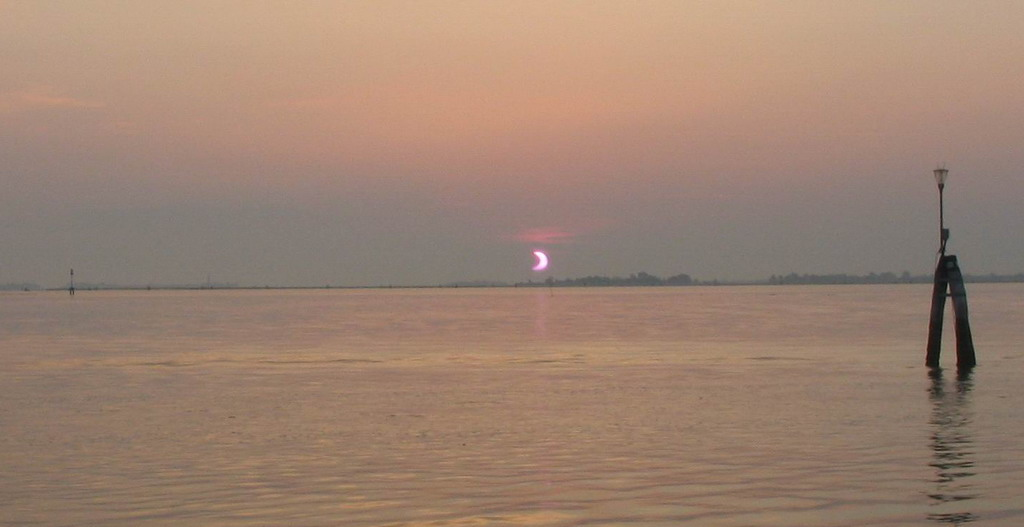
意大利威尼斯
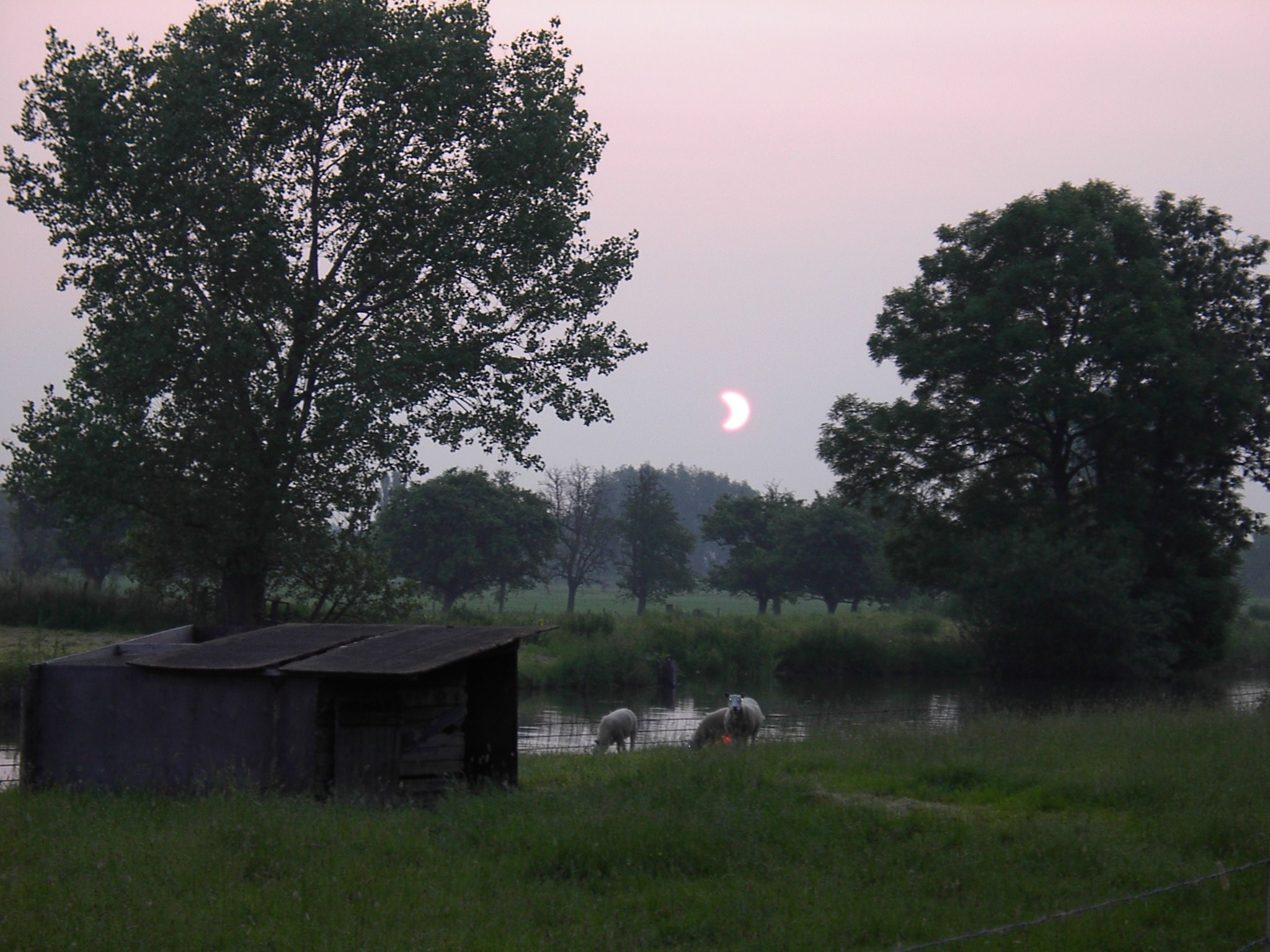
荷蘭維勒斯科普（英语：Willeskop）
挪威奧斯陸
蘇格蘭斯佩河畔格蘭敦

## 相關的日食

### 2000-2003年的日食
月球交替位於相對的月球交點時，以半個交點年（食年），即約177天又4小時間隔出現下列日食。
註：2000年2月5日和2000年7月31日的日偏食屬於上一組交點年系列。
| 日食列表  |           |           |           |           |           |           |           |           |           |           |           |
| 1997-2000 | 2000-2003 | 2004-2007 | 2008-2011 | 2011-2014 | 2015-2018 | 2018-2021 | 2022-2025 | 2026-2029 | 2029-2032 | 2033-2036 | 2036-2039 |

| 升交點                   | 升交點                  |                              | 降交點                    | 降交點 |
| 沙羅週期                 | 地圖                    | 沙羅週期                     | 地圖                      |        |
| 117                      | 2000年7月1日 偏食（南） | 122                          | 2000年12月25日 偏食（北） |        |
| 127 赞比亚路沙卡的日全食 | 2001年6月21日 全食      | 132 美国明尼阿波利斯的日偏食 | 2001年12月14日 環食       |        |
| 137 美国洛杉矶的日偏食   | 2002年6月10日 環食      | 142 澳大利亚伍默拉的日全食   | 2002年12月4日 全食        |        |
| 147 蘇格蘭庫洛登的日環食 | 2003年5月31日 環食      | 152                          | 2003年11月23日 全食       |        |

### 沙羅周期
沙羅周期長度為18年11天。本次日食屬於沙羅周期147，共包含80次日食，依次為1624年10月12日至1985年5月19日的21次日偏食、2003年5月31日至2706年7月31日的40次日環食、2724年8月11日至3049年2月24日的19次日偏食，總共歷時1424.38年。本周期並無日全食。
下表列舉了1901年至2100年間發生的屬於該周期的11次日食，是第17至27次：
| 17            | 18            | 19            |
| ------------- | ------------- | ------------- |
| 1913年4月6日  | 1931年4月18日 | 1949年4月28日 |
| 20            | 21            | 22            |
| 1967年5月9日  | 1985年5月19日 | 2003年5月31日 |
| 23            | 24            | 25            |
| 2021年6月10日 | 2039年6月21日 | 2057年7月1日  |
| 26            | 27            |               |
| 2075年7月13日 | 2093年7月23日 |               |

## 資料來源
1. ↑  樊忠玉. . 中国天文科普网.   [2015-12-16]. （原始内容存档于2014-09-17）.
2. 1 2  Fred Espenak. . NASA Eclipse Web Site.   [2015-12-16]. （原始内容存档于2016-12-12）.（英文）
3. ↑  Fred Espenak. . NASA Eclipse Web Site.   [2015-12-16]. （原始内容存档于2016-03-03）.（英文）
4. ↑  Xavier M. Jubier. .   [2016-01-10]. （原始内容存档于2015-03-20）.（法文）（英文）
5. ↑  Fred Espenak. . NASA Eclipse Web Site.   [2015-12-16]. （原始内容存档于2008-08-08）.（英文）
6. ↑  Fred Espenak. . NASA Eclipse Web Site.   [2015-12-17]. （原始内容存档于2016-03-04）.（英文）
7. ↑  Fred Espenak. . NASA Eclipse Web Site.   [2015-12-18]. （原始内容存档于2015-03-03）.（英文）
8. ↑  Bryn Jones. .   [2015-12-17]. （原始内容存档于2016-03-04）.（英文）
9. ↑  Fred Bruenjes. . Moonglow Observatory.   [2015-12-17]. （原始内容存档于2016-03-06）.（英文）
10. ↑  Fred Espenak. .   [2015-12-17]. （原始内容存档于2016-03-04）.（英文）
11. ↑  . Eclipse Tours.   [2015-12-17]. （原始内容存档于2015-12-22）.（英文）
12. ↑  Fred Espenak. . NASA Eclipse Web Site.（英文）

## 外部連結
- NASA日食專頁（页面存档备份，存于）（英文）
- 可見區域圖和時間統計：由弗雷德·埃斯佩纳克做出的日食預報，NASA/GSFC
  - Google互動地圖呈現的日食範圍
  - 貝塞爾元素
- Google地圖顯示的日環食和日偏食範圍（页面存档备份，存于）（法文）（英文）

圖片：
- Spaceweather.com的多地日環食及日偏食照片（页面存档备份，存于）（英文）
- 捷克的日偏食照片（页面存档备份，存于），拍攝於斯托武韋山（波兰语：Góry Stołowe）（英文）
- 霧中的日食，2003年6月4日每日一天文圖，拍攝於比利时沙納（Charneux）
- 憤怒角上空的火環，2003年6月5日每日一天文圖，拍攝於蘇格蘭憤怒角（英语：Cape Wrath）
- 太陽、月亮和熱氣球（熱氣球飄過日偏食過程中的太阳前方），2003年6月6日每日一天文圖，拍攝於德国波恩
- 教堂、雲和日食（日偏食），2003年6月18日每日一天文圖，拍攝於奧地利維也納附近
- 2003年5月31日日環食（页面存档备份，存于），傑·珀薩喬夫（英语：Jay Pasachoff）拍攝於冰岛
- 世界多地的日食照片（页面存档备份，存于）

| \| \| 日食 \|                             |                              |                                            |
| 上一次日食： 2002年12月4日日食 （日全食） | 2003年5月31日日食 （日環食） | 下一次日食： 2003年11月23日日食 （日全食） |
| 上一次日環食： 2002年6月10日日食          | 2003年5月31日日食 （日環食） | 下一次日環食： 2005年10月3日日食           |
|                                           | 日食                         |                                            |